# Márok
Márok (kroatisch Marok) ist eine ungarische Gemeinde im Kreis Siklós im Komitat Baranya. Sie liegt zwei Kilometer östlich von Villány.

## Geschichte
Der Ort wurde erstmals 1328 schriftlich unter dem Namen Morouth erwähnt.

## Sehenswürdigkeiten
- Römisch-katholische Kirche Szent Márton, erbaut 1901

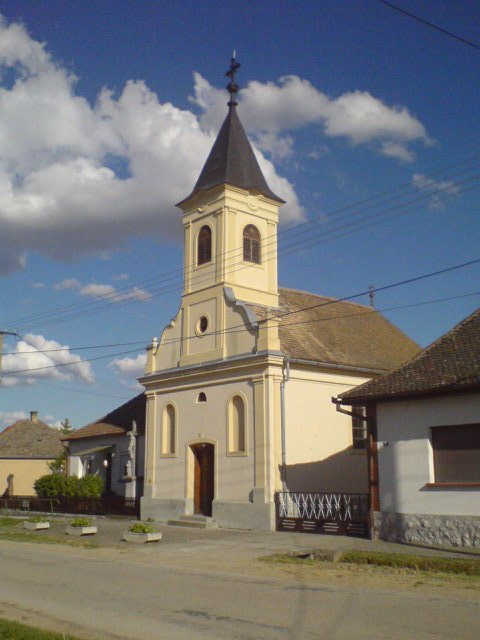
Römisch-katholische Kirche Szent Márton in Márok

- Römisch-katholische Kirche Szent Simon és Júdás, erbaut 1793 (Barock)

## Verkehr
Márok ist nur über die Nebenstraße Nr. 57105 zu erreichen. Der nächstgelegene Bahnhof befindet sich westlich in Villány.